# アマラスンタ
アマラスンタ（Amalasuntha, Amalasuentha, Amalaswintha, Amalasuintha, 495年頃? - 535年4月30日、在位：534年）は、東ゴート王国の第3代君主、女王である。アマラスウィンタとも。初代国王で大王と呼ばれるテオドリックの娘であり、第2代国王アタラリックの母、次代テオダハドの従姉妹にあたる。